# Raúl Pozos Lanz
Raúl Aarón Pozos Lanz (30 de junio de 1967) es un político mexicano, actualmente miembro del partido Movimiento Regeneración Nacional (Morena) y con anterioridad del Partido Revolucionario Institucional (PRI). Ha sido senador y diputado al Congreso de Campeche, y de 2021 a 2023 fue secretario de Educación de Campeche en la administración de la gobernadora Layda Sansores San Román.

## Biografía
Es licenciado en Ciencias Políticas y Administración Pública por la Universidad Autónoma de Campeche, en adición cuenta con estudios de diplomado en Políticas Públicas por el Colegio Nacional de Ciencias Políticas y Administración Pública y es maestro en Administración Pública por la Universidad Anáhuac.
Entre 1985 y 1989 fue dirigente estatal del Frente Juvenil Revolucionario, de 1989 a 1991 presidente del comité municipal del PRI en Campeche, y luego en 1991 secretario de Organización y de ése año a 1992 secretario general del PRI estatal. De 1994 a 1998 fue secretario general de la Confederación Nacional de Organizaciones Populares (CNOP) en Campeche.
En 1995 fue director de Gestoría de la secretaría de Gobierno del estado. En 1997 fue nombrado primero subsecretario de Administración, y luego de 1998 a 2001 subsecretario de Educación Básica y Normal de la Secretaría de Educación, Cultura y Deporte del estado en la administración del gobernador José Antonio González Curi.
De 2001 a 2003 fue por segunda ocasión presidente del comité municipal del PRI en Campeche, y en 2003 fue elegido diputado a la LVIII Legislatura del Congreso del Estado de Campeche por el distrito 6 local. Ahí se desempeñó como presidente de la comisión de Finanzas, Hacienda Pública y Control Presupuestal; y, Contable del Estado y de los Municipios; presidente de la Gran Comisión y coordinador del grupo parlamentario del PRI.
Al terminar el cargo, de 2007 a 2009 fue presidente estatal del PRI, y el último año, coordinador general de la campaña a la gubernatura de Fernando Ortega Bernés. Al asumir Ortega la gubernatura el 16 de septiembre de ese año, lo nombró secretario de Desarrollo Social y Regional de su gobierno, permaneciendo en el cargo hasta 2012.
Renunció a la secretaría para ser postulado candidato del PRI a senador por Campeche en primera fórmula. Resultó elegido para las Legislaturas LXII y LXIII que concluyeron en 2018. En el senado, fue presidente de las comisiones de Administración; y, de Gobernación; además del Comité técnico del Fideicomiso de Inversión y Administración para Apoyar la Construcción y Equipamiento del Nuevo Recinto de la Cámara de Senadores; así como integrante de las comisiones de Comunicaciones y Transportes; de Medio Ambiente y Recursos Naturales; y de Educación.
En 2021 renunció a su militancia en el PRI y se unió a Morena para apoyar la candidatura de Layda Sansores a la gubernatura del estado. Al asumir la gubernatura el mismo año, lo nombró titular de la secretaría de Educación del estado.